# Sedayu (Tulung)
Sedayu is een bestuurslaag in het regentschap Klaten van de provincie Midden-Java, Indonesië. Sedayu telt 2520 inwoners (volkstelling 2010).